# Gołąbek wyborny

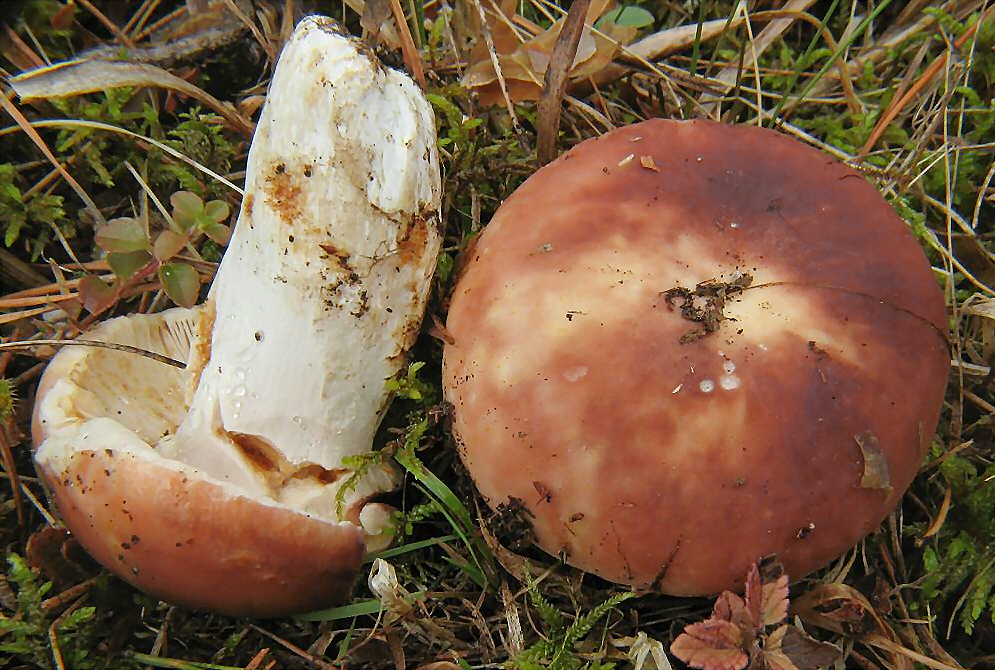

Gołąbek wyborny (Russula vesca Fr.) – gatunek grzybów należący do rodziny gołąbkowatych (Russulaceae).

## Systematyka i nazewnictwo
Pozycja w klasyfikacji według Index Fungorum: Russula, Russulaceae, Russulales, Incertae sedis, Agaricomycetes, Agaricomycotina, Basidiomycota, Fungi.
Po raz pierwszy opisał go Elias Fries 1836 r. i nadana przez niego nazwa naukowa jest aktualna. Niektóre synonimy:
- Russula heterophylla var. vesca (Fr.) Bohus & Babos 1960
- Russula mitis Rea 1922

Polską nazwę podał Władysław Wojewoda w 2003 r., Alina Skirgiełło opisała w 1991 r. ten gatunek jako gołąbek jadalny.

## Morfologia
Kapelusz
O średnicy 4–12 cm, bladoochrowy, czerwonawy lub brązowoczerwony, często w różowe lub fioletowe plamy, na brzegach najpierw gładki, potem lekko bruzdkowaty. Za młodu półkolisty, potem wypukły, w końcu płaski, zwykle z wgłębieniem pośrodku. Skórka matowa, niezupełnie sięgająca do krawędzi kapelusza.
Blaszki
Kruche, łamliwe, młode białe, dojrzałe z rdzawymi plamami na ostrzach, zaokrąglone przy brzegach kapelusza.
Trzon
Cylindryczny, zawężony na dole, pełny, twardy, biały, u podstawy żółtawy lub rdzawoochrowy.
Miąższ
Kruchy, biały, na przekroju zabarwia się miejscami na rdzawobrązowo. Smak nieznaczny, łagodny, przypominający orzechy laskowe. Świeży owocnik pachnie niewyraźnie, stary jak śledzie. Pod działaniem FeSO4 staje się pomarańczoworóżowy.
Wysyp zarodników
Biały.
Cechy mikroskopowe
Zarodniki o średnicy 6–9 × 5–7 µm, prawie kuliste, pokryte drobnymi i dość rzadko rozmieszczonymi brodawkami. Podstawki 40–57 × 8–11 µm. Cystydy rzadkie, wrzecionowate, 67–90 × 8–12 µm. W skórce obecne mało typowe dermatocystydy.
Gatunki podobne
Czerwony lub różowy kapelusz ma też lekko trujący, o ostrym smaku, gołąbek wymiotny (Russula emetica) i gołąbek buczynowy (Russula mairei). W przeciwieństwie do nich gołąbek wyborny zawsze jest mniej lśniący, a miąższ ma ściślejszy. Dobrą cechą rozpoznawczą jest skórka kapelusza, której brakuje 1–2 mm do brzegu. Porównaj też z jadalnym gołąbkiem ceglastoczerwonym (Russula velenovskyi).

## Występowanie i siedlisko
Występuje w Ameryce Północnej, Europie i Azji. W Polsce jest bardzo pospolity.
Naziemny grzyb mykoryzowy. Rośnie od czerwca do października w lasach liściastych i iglastych, pod dębami, bukami, sosnami lub świerkami, przy odpowiedniej pogodzie zawsze w dużych ilościach; wszędzie częsty. Często atakowany przez larwy owadów.

## Znaczenie
- Grzyb jadalny. Nadaje się do zup i duszenia[5].
- Poczta Polska wyemitowała 29 sierpnia 2014 r. znaczek pocztowy przedstawiający gołąbka wybornego o nominale 3,75 zł. Autorem projektu znaczka była Marzanna Dąbrowska. Znaczek wydrukowano techniką offsetową, na papierze fluorescencyjnym, w nakładzie 400 000 szt.[8][9]